# Jannick Storm
Jannick Storm (født 24. december 1939 i Svendborg, død 8. maj 2015 i Sakskøbing ) var en dansk digter, forfatter og oversætter. Opvokset i København og på Lolland. Jannick Storm debuterede i 1971 med "Miriam og andre" og udgav siden digte, noveller, essays og romaner i forskellige genrer, blandt andet science-fiction.

## Levnedsløb
Jannick Storm voksede op med en enlig mor, indtil hun døde, da han var 12 år. Han blev derefter sat i pleje i en familie på Lolland og blev siden student fra Maribo Gymnasium i 1959. Han læste dansk og kemi på Københavns Universitet og debuterede i 1971 med digt- og nvoellesamlingen Miriam og andre. Han fik et egentligt gennembrud to år senere med romanen Børn kan altid sove, der handler om en drengs opvækst med en fraskilt mor i 1950'erne. I 1978 skrev han romanen Studenterbrød baseret på sine studieerindringer.
Sideløbende med sit forfatterskab arbejdede han i 1970'erne som redaktør på Hasselbalchs science fiction-bogserie, hvor han blandt andet sammen med Dan Turèll introducerede forfattere som Edgar Rice Burroughs, Brian Aldiss og J.G. Ballard.
Storm ydede en livslang indsats for at introducere science fiction-litteraturens vigtigste forfattere på dansk og oversatte blandt andet i 1973 Philip K. Dicks 1968-roman ’Drømmer androider om elektriske får?’ til dansk. Bogen var det dystopiske forlæg for filmen Blade Runner.
Storm modtog i tidens løb tolv legater fra Statens Kunstfond, herunder i 1974 kunstfondens treårige arbejdslegat. Gennem mange år dannede han par med tegneren Vibe Vestergaard.

## Udvalgte værker
- Der er mere endnu (2005)
- Vest til syd (2002)
- En afglans (2001)
- Jørgen Hattemagers skat (1997)
- Mødet med Bo (1994)
- Valnødtid (1987)
- Studenterbrød (1978)
- Øl, fisse og hornmusik (1976)
- Lejlighedsdigte (1975)
- Børn kan altid sove (1973)
- Miriam og andre (1971)